# Nekrolog 4. Quartal 1958
Nekrolog
◄◄
| ◄
| 1954
| 1955
| 1956
| 1957
| 1958 | 1959 | 1960 | 1961 | 1962 | ► | ►►
1. Quartal |
2. Quartal |
3. Quartal |
4. Quartal 1958
Weitere Ereignisse | Allgemeiner Nekrolog 1958
Die Beschreibung der verstorbenen Person sollte so kurz wie möglich gehalten sein und nur deren signifikante Tätigkeit(en) enthalten.
Neue Namen ggf. auch unter dem Geburts- und Sterbedatum, also etwa unter 1. Januar und im Geburts- und Sterbejahr (2024) eintragen (nur bei entsprechender großer Wichtigkeit). Für Beispiele siehe die schon vorhandenen Artikel.
Außerdem über die fünf zuletzt Verstorbenen, zu denen es einen ausreichend guten Artikel für eine Präsentation auf der Hauptseite gibt, nach der todesbedingten Überarbeitung der Artikel ggf. auch unter Wikipedia Diskussion:Hauptseite informieren und sie am besten auch in den anderen Wikipedia-Sprachversionen eintragen. Tipp: Regelmäßig bei news.google.de nach „ist tot“, „gestorben“ oder „verstorben“ suchen.
Wenn eine Person gestorben ist, gibt es viele Seiten zu dieser Person in der Wikipedia, die davon auch betroffen sind und entsprechend aktualisiert werden müssen. Beispiele: Namenübersichtsseite, Geburtsjahr, Geburtsort-Seiten und viele mehr.
Wie finde ich die betroffenen Seiten?
Im Suchfeld auf der linken Seite gibt man den Suchbegriff so ein: „Vorname Nachname“. Dann klickt man auf Volltext und alle Seiten mit entsprechendem Suchtext werden aufgerufen. Hier sieht man dann schnell, wo auch das Todesjahr Sinn macht oder sogar ein Teil des Artikels angepasst werden muss. Auch hilft das „Werkzeug“ auf der linken Seite sehr gut, um solche Seiten aufzufinden: „Links auf diese Seite“. Somit ist die Wikipedia wieder aktuell in allen Bereichen! Hinweis: bei Eintragung der Kategorie „Gestorben JAHR“ wird der Missbrauchsfilter 49 ausgelöst, was jedoch nicht schlimm ist. Siehe: Spezial:Missbrauchsfilter/49
Dies ist eine Liste von im vierten Quartal 1958 verstorbenen bekannten Persönlichkeiten. Die Einträge erfolgen innerhalb der einzelnen Daten alphabetisch sortiert. Tiere sind im Nekrolog für Tiere zu finden.

## Oktober
| Tag         | Name                                 | Beruf, bekannt als                                                                                            | Alter | Beleg |
| ----------- | ------------------------------------ | --- | ----- | ----- |
| 1. Oktober  | Maria von Bredow                     | deutsche Landwirtin und Politikerin                                                                           | 59    |       |
| 1. Oktober  | Robert Rafailowitsch Falk            | russischer Maler                                                                                              | 71    |       |
| 1. Oktober  | Gerhard Graf                         | deutscher naturalistischer Maler                                                                              | 75    |       |
| 1. Oktober  | Wassili Iwanowitsch Schwezow         | sowjetischer Generaloberst                                                                                    | 60    |       |
| 1. Oktober  | Otto Wagner                          | österreichischer Politiker (GdP), Abgeordneter zum Nationalrat                                                | 75    |       |
| 2. Oktober  | Charles Avery Dunning                | kanadischer Politiker                                                                                         | 73    |       |
| 2. Oktober  | George E. Lee                        | US-amerikanischer Bandleader, Sänger und Saxophonist                                                          | 62    |       |
| 2. Oktober  | Jan Hubert Pinand                    | deutscher Architekt und Hochschullehrer                                                                       | 70    |       |
| 2. Oktober  | Karl Skraup                          | österreichischer Schauspieler                                                                                 | 60    |       |
| 2. Oktober  | Marie Stopes                         | britische Botanikerin und Frauenrechtlerin                                                                    | 77    |       |
| 3. Oktober  | George Kennedy Allen Bell            | anglikanischer Bischof                                                                                        | 75    |       |
| 3. Oktober  | Wilhelm Brünings                     | deutscher HNO-Arzt und Hochschullehrer                                                                        | 82    |       |
| 3. Oktober  | Lutz Götz                            | deutscher Schauspieler                                                                                        | 67    |       |
| 3. Oktober  | Hans Walter Gruhle                   | deutscher Psychiater                                                                                          | 77    |       |
| 3. Oktober  | Margarita Kirillowna Morosowa        | russischer Kunst-Mäzenin, Philanthropin, Kunstsammlerin, Autorin, Kunst-Kritikerin und Herausgeberin          | 84    |       |
| 3. Oktober  | Cesare Giulio Viola                  | italienischer Dramatiker, Roman- und Drehbuchautor                                                            | 71    |       |
| 3. Oktober  | Theodor Wenning                      | deutscher Architekt und Politiker (CDU)                                                                       | 71    |       |
| 3. Oktober  | Abror Xidoyatov                      | usbekisch-sowjetischer Theaterschauspieler und Filmschauspieler                                               | 58    |       |
| 4. Oktober  | Jan Dommering                        | niederländischer Billardspieler                                                                               | 75    |       |
| 4. Oktober  | Friedrich Lembke                     | deutscher Pädagoge und Publizist                                                                              | 88    |       |
| 4. Oktober  | Men Rauch                            | Schweizer Ingenieur, Politiker und Dichter                                                                    | 70    |       |
| 4. Oktober  | Moritz Schönfeld                     | niederländischer Sprachwissenschaftler                                                                        | 78    |       |
| 4. Oktober  | Ida Wüst                             | deutsche Schauspielerin                                                                                       | 79    |       |
| 5. Oktober  | Nils Bertelsen                       | norwegischer Segler                                                                                           | 79    |       |
| 5. Oktober  | Hans Willi Linker                    | deutscher Schriftsteller                                                                                      | 62    |       |
| 5. Oktober  | Andreas Nielsen                      | deutscher Politiker (SPD), MdL                                                                                | 74    |       |
| 5. Oktober  | Kurt Opitz                           | deutscher Acker- und Pflanzenbauwissenschaftler                                                               | 80    |       |
| 5. Oktober  | Margaret Scudamore                   | britische Schauspielerin                                                                                      | 76    |       |
| 5. Oktober  | Wilhelm Winkler                      | deutscher Archivar, Generaldirektor der Staatlichen Archive Bayerns                                           | 65    |       |
| 6. Oktober  | Ewald Aufermann                      | deutscher Ökonom, Professor für Betriebswirtschaftslehre an der Universität des Saarlandes                    | 65    |       |
| 6. Oktober  | Bibhutibhushan Datta                 | indischer Mathematikhistoriker                                                                                | 70    |       |
| 7. Oktober  | Wilhelm Engler                       | deutscher Verwaltungsjurist                                                                                   | 78    |       |
| 7. Oktober  | Fritz Giesecke                       | deutscher Agrikulturchemiker und Bodenkundler                                                                 | 62    |       |
| 7. Oktober  | Rex Griffin                          | US-amerikanischer Old-Time- und Country-Musiker                                                               | 46    |       |
| 7. Oktober  | Eberhard Hagemann                    | deutscher Rechtsanwalt, Oberpräsident der Provinz Hannover und Landgerichtspräsident in Verden                | 78    |       |
| 7. Oktober  | J. Harry McGregor                    | US-amerikanischer Politiker                                                                                   | 62    |       |
| 7. Oktober  | Jakob Reimer                         | österreichischer Benediktinerabt                                                                              | 81    |       |
| 7. Oktober  | Louise Willis Snead                  | US-amerikanische Miniaturmalerin, Illustratorin, Journalistin und Buchautorin                                 | 91    |       |
| 8. Oktober  | Ran Bosilek                          | bulgarischer Schriftsteller                                                                                   | 72    |       |
| 8. Oktober  | Otto Butz                            | deutscher Tierzuchtwissenschaftler                                                                            | 82    |       |
| 8. Oktober  | Heinrich Hornig                      | deutscher Schriftsteller                                                                                      | 81    |       |
| 8. Oktober  | Frank Kramer                         | US-amerikanischer Radrennfahrer                                                                               | 78    |       |
| 8. Oktober  | Robert Schlumberger                  | deutscher Politiker                                                                                           | 86    |       |
| 8. Oktober  | Johann Weidenholzer                  | österreichischer Politiker (CSP, ÖVP), Abgeordneter zum Nationalrat                                           | 73    |       |
| 9. Oktober  | Rudolf Bockelmann                    | deutscher Opernsänger (Bariton) und Gesangspädagoge                                                           | 66    |       |
| 9. Oktober  | Hans Gallwitz                        | deutscher Geologe                                                                                             | 61    |       |
| 9. Oktober  | Otto Kannengießer                    | deutscher Politiker (NSDAP), MdR                                                                              | 65    |       |
| 9. Oktober  | Pius XII.                            | italienischer Geistlicher, Papst, Bischof von Rom, Staatsoberhaupt des Vatikans                               | 82    |       |
| 9. Oktober  | Maria Reese                          | deutsche Autorin, Journalistin, Politikerin (SPD, KPD), MdR                                                   | 69    |       |
| 9. Oktober  | Charles Van Den Bussche              | belgischer Segler                                                                                             | 81    |       |
| 9. Oktober  | Louis C. de Villiers                 | südafrikanischer Fußballspieler und Geologe                                                                   | 76    |       |
| 11. Oktober | Wilhelm Bachmann                     | deutscher Schriftsteller                                                                                      | 68    |       |
| 11. Oktober | Johannes R. Becher                   | deutscher Schriftsteller und Politiker, MdV                                                                   | 67    |       |
| 11. Oktober | Ernest Bertrand                      | Politiker der Liberalen Partei Kanadas                                                                        | 69    |       |
| 11. Oktober | Hermann Buchinger                    | österreichischer Politiker (SPÖ), Landtagsabgeordneter                                                        | 67    |       |
| 11. Oktober | Max J. Friedländer                   | deutscher Kunsthistoriker                                                                                     | 91    |       |
| 11. Oktober | Philipp Karl                         | deutscher Kommunalpolitiker (CSU)                                                                             | 74    |       |
| 11. Oktober | Osvaldo Licini                       | italienischer Maler                                                                                           | 64    |       |
| 11. Oktober | Felix Scheidweiler                   | deutscher Klassischer Philologe                                                                               | 72    |       |
| 11. Oktober | Maurice de Vlaminck                  | französischer Maler, Grafiker und Autor                                                                       | 82    |       |
| 12. Oktober | Erna Barschak                        | deutsche Berufspädagogin und Psychologin                                                                      |       |       |
| 12. Oktober | Carl Müller-Braunschweig             | deutscher Philosoph und Psychoanalytiker                                                                      | 77    |       |
| 12. Oktober | Nikos Veis                           | griechischer Byzantinist und Neogräzist                                                                       |       |       |
| 13. Oktober | Lorraine Geller                      | US-amerikanischer Jazz-Pianistin                                                                              | 30    |       |
| 13. Oktober | Friedrich Kühne                      | österreichisch-deutscher Schauspieler                                                                         | 88    |       |
| 13. Oktober | Otto Mielke                          | deutscher Schriftsteller                                                                                      | 52    |       |
| 13. Oktober | Alexander Moissejewitsch Weprik      | russisch-jüdischer Komponist                                                                                  | 59    |       |
| 14. Oktober | Albert von Beckh                     | deutscher Generalmajor und SS-Gruppenführer                                                                   | 88    |       |
| 14. Oktober | Douglas Mawson                       | australischer Polarforscher                                                                                   | 76    |       |
| 14. Oktober | Hans Renzel                          | deutscher Bildhauer und Politiker (Zentrum, CDU), MdL                                                         | 54    |       |
| 14. Oktober | Lennox Robinson                      | irischer Dramatiker, Dichter und Theaterproduzent                                                             | 72    |       |
| 14. Oktober | Nikolai Alexejewitsch Sabolozki      | russischer Autor, Poet der russischen Avantgarde                                                              | 55    |       |
| 14. Oktober | Gustav-Adolf Schreiber               | deutscher Maler und Bildhauer                                                                                 | 69    |       |
| 15. Oktober | Teodoro Gutiérrez Calderón           | kolumbianischer Lyriker und Schriftsteller                                                                    |       |       |
| 15. Oktober | Jean Jannoray                        | französischer Klassischer und Provinzialrömischer Archäologe                                                  | 48    |       |
| 15. Oktober | Erik Jonsson                         | schwedischer Sportschütze                                                                                     | 84    |       |
| 15. Oktober | Josef Kreuzer                        | deutscher Jurist, SS-Standartenführer und Gestapomitglied                                                     | 51    |       |
| 15. Oktober | August Schreitmüller                 | deutscher Bildhauer                                                                                           | 87    |       |
| 16. Oktober | Ufke Cremer                          | deutscher Gymnasiallehrer und Heimatforscher                                                                  | 71    |       |
| 16. Oktober | Will Hermanns                        | deutscher Mundartdichter                                                                                      | 73    |       |
| 16. Oktober | Petrus Ortmayr                       | österreichischer Benediktiner und Archivar                                                                    | 80    |       |
| 16. Oktober | Robert Redfield                      | US-amerikanischer Ethnologe                                                                                   | 60    |       |
| 16. Oktober | Michalis Souyioul                    | griechischer Komponist und Musiker                                                                            | 52    |       |
| 16. Oktober | Walter Spence                        | kanadisch-guayanisch-US-amerikanischer Schwimmer                                                              | 57    |       |
| 17. Oktober | Celso Costantini                     | italienischer Kardinal der römisch-katholischen Kirche                                                        | 82    |       |
| 17. Oktober | Josef Kohlschein der Jüngere         | deutscher Maler, Zeichner und Radierer                                                                        | 74    |       |
| 17. Oktober | Marie Paquet-Steinhausen             | deutsche Malerin                                                                                              | 77    |       |
| 17. Oktober | William Westenra, 6. Baron Rossmore  | britischer Adliger und Politiker                                                                              | 66    |       |
| 18. Oktober | Johannes Maier-Hultschin             | deutscher Journalist                                                                                          | 57    |       |
| 19. Oktober | Ludwig Aschenbrenner                 | Funktionär des Deutschen Alpenvereins                                                                         | 56    |       |
| 19. Oktober | Friedrich von Gottl-Ottlilienfeld    | deutscher Staatswissenschaftler und Nationalökonom                                                            | 89    |       |
| 19. Oktober | Erich Kühlenthal                     | deutscher Offizier und General der Kavallerie                                                                 | 78    |       |
| 19. Oktober | Joseph Crockett Shaffer              | US-amerikanischer Jurist und Politiker                                                                        | 78    |       |
| 19. Oktober | Albert Steigenberger                 | deutscher Hotelier                                                                                            | 68    |       |
| 19. Oktober | Josef Wintrich                       | deutscher Verfassungsgerichtspräsident                                                                        | 67    |       |
| 20. Oktober | Heinrich Carlsohn                    | deutscher Chemiker                                                                                            | 59    |       |
| 20. Oktober | Thomas H. Cave                       | US-amerikanischer Politiker und Treasurer von Vermont                                                         | 88    |       |
| 20. Oktober | Charly Clerc                         | Schweizer Autor französischer Sprache, Theologe, Philologe, Romanist, Literaturwissenschaftler und Übersetzer | 76    |       |
| 20. Oktober | Paul Fidrmuc                         | deutscher Journalist und Spion                                                                                | 60    |       |
| 20. Oktober | Achille Joinard                      | französischer Sportfunktionär und Nationalist                                                                 | 68    |       |
| 20. Oktober | Wilhelm Lutz                         | Schweizer Dermatologe                                                                                         | 69    |       |
| 21. Oktober | Edgar Gretener                       | Schweizer Elektroingenieur                                                                                    | 56    |       |
| 21. Oktober | Friedrich Leonard                    | deutscher Klassischer Archäologe und Gymnasiallehrer                                                          | 74    |       |
| 21. Oktober | Robert Lindsay                       | britischer Sprinter                                                                                           | 68    |       |
| 22. Oktober | Hellmuth Helsig                      | deutscher Filmschauspieler                                                                                    | 56    |       |
| 22. Oktober | Thomas Archibald Sprague             | englischer Botaniker                                                                                          | 81    |       |
| 23. Oktober | Victor Caillé                        | deutscher Unternehmer und Kommunalpolitiker                                                                   | 76    |       |
| 23. Oktober | István Eiben                         | ungarischer Kameramann                                                                                        | 55    |       |
| 23. Oktober | Hugo Gräf                            | deutscher Politiker (KPD), MdR                                                                                | 66    |       |
| 23. Oktober | Conrad Habicht                       | Schweizer Lehrer für Mathematik und Physik und Mitglied der Akademie Olympia                                  | 81    |       |
| 23. Oktober | Erich Köhler                         | deutscher Politiker (DVP, CDU), MdL                                                                           | 66    |       |
| 23. Oktober | Willi Meyer                          | deutscher Maler                                                                                               | 68    |       |
| 23. Oktober | Arthur Smith                         | südafrikanischer Sportschütze                                                                                 | 71    |       |
| 24. Oktober | Henri Béraud                         | französischer Schriftsteller und Journalist                                                                   | 73    |       |
| 24. Oktober | Alfred Gold                          | Theaterkritiker und Feuilletonist                                                                             | 84    |       |
| 24. Oktober | Carl-Hans Graf von Hardenberg        | deutscher Offizier, Landwirt und Politiker                                                                    | 67    |       |
| 24. Oktober | Theodor Kröger                       | deutscher Schriftsteller                                                                                      | 66    |       |
| 24. Oktober | George Edward Moore                  | englischer Philosoph                                                                                          | 84    |       |
| 24. Oktober | Paul Roh                             | deutscher Diplomat                                                                                            | 87    |       |
| 24. Oktober | Martin Shaw                          | englischer Komponist                                                                                          | 83    |       |
| 25. Oktober | Josef Achmann                        | deutscher Maler und Grafiker                                                                                  | 73    |       |
| 25. Oktober | Hans G. Grimm                        | deutscher Chemiker (Physikalische Chemie)                                                                     | 71    |       |
| 25. Oktober | José Gustavo Guerrero                | salvadorianischer Jurist und Richter am Internationalen Gerichtshof                                           | 82    |       |
| 25. Oktober | Henk Heithuis                        | niederländischer Schüler                                                                                      |       |       |
| 25. Oktober | Stuart Lewis-Evans                   | britischer Formel-1-Rennfahrer                                                                                | 28    |       |
| 25. Oktober | Edward Aloysius Mooney               | US-amerikanischer Geistlicher, Erzbischof von Detroit und Kardinal der römisch-katholischen Kirche            | 76    |       |
| 25. Oktober | Eugen Rahnenführer                   | deutscher Arzt und Numismatiker                                                                               | 72    |       |
| 25. Oktober | Heinrich Spanuth                     | deutscher Religionspädagoge und Historiker                                                                    | 85    |       |
| 26. Oktober | Otto Amann                           | deutscher Offizier, Generalmajor der Wehrmacht im Zweiten Weltkrieg                                           | 66    |       |
| 26. Oktober | Norman Houston                       | US-amerikanischer Drehbuchautor, Schauspieler und Filmregisseur                                               | 71    |       |
| 26. Oktober | Reginald May                         | britischer General                                                                                            | 79    |       |
| 26. Oktober | Johannes Rasch                       | deutscher Verwaltungsjurist und Landrat                                                                       | 78    |       |
| 26. Oktober | Javier Rengifo                       | chilenischer Komponist                                                                                        | 74    |       |
| 26. Oktober | Wolfgang Richter                     | deutscher Politiker (NSDAP), MdR und SA-Führer                                                                | 57    |       |
| 26. Oktober | Sid Simpson                          | US-amerikanischer Politiker                                                                                   | 64    |       |
| 27. Oktober | Joaquim de Carvalho                  | portugiesischer Philosoph und Professor                                                                       | 66    |       |
| 27. Oktober | Carlo Censi                          | Schweizer Politiker (FDP)                                                                                     | 86    |       |
| 27. Oktober | Frederik Carel Gerretson             | niederländischer Historiker, Dichter und Politiker (NU, CHU)                                                  | 74    |       |
| 27. Oktober | Gustav Gräser                        | deutsch-österreichischer Künstler und Aussteiger                                                              | 79    |       |
| 27. Oktober | Joseph Klausner                      | israelischer Literaturwissenschaftler, Historiker und Religionswissenschaftler                                | 84    |       |
| 27. Oktober | Walter von Molo                      | deutscher Schriftsteller                                                                                      | 78    |       |
| 27. Oktober | Marshall Neilan                      | US-amerikanischer Filmschauspieler und Filmregisseur                                                          | 67    |       |
| 27. Oktober | Sergei Radlow                        | russischer Theaterregisseur                                                                                   | 66    |       |
| 28. Oktober | Stephen Butterworth                  | britischer Physiker                                                                                           | 73    |       |
| 28. Oktober | Marcella Pregi                       | Schweizer Sopransängerin und Gesangslehrerin                                                                  | 92    |       |
| 28. Oktober | Kurt Trautwein                       | deutscher Mikrobiologe                                                                                        | 77    |       |
| 28. Oktober | Hakkı Tunaboylu                      | türkischer General                                                                                            |       |       |
| 29. Oktober | Zoë Akins                            | US-amerikanische Schriftstellerin                                                                             | 71    |       |
| 29. Oktober | Hermann Breymann                     | deutscher Politiker der SPD                                                                                   | 60    |       |
| 29. Oktober | Carl Deiker                          | deutscher Tiermaler der Düsseldorfer Schule und Schriftsteller                                                | 79    |       |
| 29. Oktober | Ragnhild Fabricius Gjellerup         | dänische Rechtsanwältin und Richterin                                                                         | 62    |       |
| 29. Oktober | Maximilian Jaeger                    | Schweizer Diplomat                                                                                            | 74    |       |
| 29. Oktober | Pierre Lardy                         | Schweizer Bauingenieur und Professor in Zürich                                                                | 55    |       |
| 29. Oktober | Philip H. Stoll                      | US-amerikanischer Politiker                                                                                   | 83    |       |
| 29. Oktober | Hugh Walker                          | schottischer Hockeyspieler                                                                                    | 70    |       |
| 29. Oktober | Herbert Wolff                        | deutscher Politiker (CDU), MdB                                                                                | 54    |       |
| 30. Oktober | Wilhelm Bohl                         | deutscher katholischer Priester und Bildungsfunktionär                                                        | 72    |       |
| 30. Oktober | Walter Goetz                         | deutscher Historiker, Publizist und Politiker (DDP), MdR                                                      | 90    |       |
| 30. Oktober | Rose Macaulay                        | britische Schriftstellerin                                                                                    | 77    |       |
| 30. Oktober | Robert Thomas Moore                  | US-amerikanischer Ornithologe, Unternehmer und Philanthropist                                                 | 76    |       |
| 30. Oktober | Otto Pfleghard                       | Schweizer Architekt                                                                                           | 88    |       |
| 30. Oktober | Ludwig Rinn                          | deutscher Unternehmer                                                                                         | 88    |       |
| 30. Oktober | Ramon Rogent                         | katalanischer Maler, Illustrator und Bildhauer                                                                | 38    |       |
| 31. Oktober | Nikolai Leopoldowitsch Korschenewski | russischer Geograph und Forschungsreisender                                                                   | 79    |       |
| 31. Oktober | Heinz Piest                          | deutscher Ingenieur und Hochschullehrer                                                                       | 52    |       |
| 31. Oktober | Gregor Rabinovitch                   | russisch-schweizerischer Grafiker und Karikaturist                                                            | 74    |       |
| 31. Oktober | Maurice Rost                         | französischer Autorennfahrer und Flieger                                                                      | 72    |       |
| Oktober     | Arthur Berger                        | deutscher Flugmotorkonstrukteur und Manager                                                                   | 78    |       |
| Oktober     | William Smith                        | südafrikanischer Bahnradsportler                                                                              |       |       |

## Dezember
| Tag          | Name                                                             | Beruf, bekannt als                                                                                           | Alter | Beleg |
| ------------ | ---------------------------------------------------------------- | --- | ----- | ----- |
| 1. Dezember  | William Otto Brunner                                             | Schweizer Astronom                                                                                           | 80    |       |
| 1. Dezember  | Thomas Orde-Lees                                                 | britischer Polarforscher, Fallschirmspringer und Bergsteiger                                                 | 81    |       |
| 1. Dezember  | Elizabeth Peratrovich                                            | US-amerikanische Bürgerrechtlerin für die Rechte der Alaskan Natives                                         | 47    |       |
| 2. Dezember  | Carl Bilfinger                                                   | deutscher Staatsrechtler                                                                                     | 79    |       |
| 2. Dezember  | E. Everett Evans                                                 | amerikanischer Science-Fiction-Fan und -Autor                                                                | 65    |       |
| 2. Dezember  | Fritz Gärtner                                                    | deutscher Maler, Grafiker, Illustrator, Bildhauer und Plakettenkünstler                                      | 76    |       |
| 2. Dezember  | Oleksandr Hrekow                                                 | ukrainischer General                                                                                         | 82    |       |
| 2. Dezember  | Jan Kok                                                          | niederländischer Fußballspieler                                                                              | 69    |       |
| 2. Dezember  | Friedrich Langewiesche                                           | deutscher Pädagoge, Turner, Sammler, Forscher, Heimat- und Naturfreund                                       | 91    |       |
| 2. Dezember  | Guy Liddell                                                      | britischer Geheimdienstler                                                                                   | 66    |       |
| 2. Dezember  | Claus Pittroff                                                   | deutscher Politiker (SPD)                                                                                    | 62    |       |
| 3. Dezember  | Johann Bergmann                                                  | deutscher römisch-katholischer Priester                                                                      | 71    |       |
| 3. Dezember  | Alfred Elmiger                                                   | französischer Politiker                                                                                      | 72    |       |
| 3. Dezember  | Gus Greenbaum                                                    | US-amerikanischer Mobster und Assoziierter des Chicago Outfit                                                |       |       |
| 4. Dezember  | José María Caro Rodríguez                                        | chilenischer Geistlicher, Erzbischof, Kardinal der römisch-katholischen Kirche                               | 92    |       |
| 4. Dezember  | Emilie Demant-Hatt                                               | dänische Malerin, Schriftstellerin und Ethnographin                                                          | 85    |       |
| 4. Dezember  | Thomas Hall                                                      | US-amerikanischer Politiker                                                                                  | 89    |       |
| 4. Dezember  | Fritz Henning                                                    | deutscher Physiker                                                                                           | 81    |       |
| 4. Dezember  | Bradford William LePage                                          | kanadischer Politiker, Vizegouverneur von Prince Edward Island                                               | 82    |       |
| 4. Dezember  | Edmund Wachenfeld                                                | deutscher General der Artillerie                                                                             | 80    |       |
| 5. Dezember  | Willie Applegarth                                                | britischer Sprinter                                                                                          | 68    |       |
| 5. Dezember  | Ferdinand Bruckner                                               | österreichisch-deutscher Schriftsteller und Theaterleiter                                                    | 67    |       |
| 5. Dezember  | Lidija Herassymtschuk                                            | ukrainische Primaballerina                                                                                   | 36    |       |
| 5. Dezember  | Albert Levame                                                    | monegassischer Geistlicher, römisch-katholischer Erzbischof und Diplomat des Heiligen Stuhls                 | 77    |       |
| 5. Dezember  | Alois Richard Nykl                                               | US-amerikanischer Romanist, Hispanist und Arabist tschechischer Herkunft                                     | 72    |       |
| 6. Dezember  | Danny Alvin                                                      | US-amerikanischer Jazz-Schlagzeuger                                                                          | 56    |       |
| 6. Dezember  | Erwin Bodky                                                      | deutsch-amerikanischer Musikwissenschaftler, Pianist, Cembalist und Komponist                                | 62    |       |
| 6. Dezember  | Myers Y. Cooper                                                  | US-amerikanischer Politiker                                                                                  | 85    |       |
| 6. Dezember  | Josef Gockeln                                                    | deutscher Politiker (CDU), MdL, MdB                                                                          | 58    |       |
| 6. Dezember  | Ernst Hoffenreich                                                | österreichischer Politiker (SPÖ), Landesrat und Landtagspräsident im Burgenland                              | 68    |       |
| 6. Dezember  | Hayley Lever                                                     | australisch-amerikanischer Maler, Radierer, Dozent und Kunstlehrer                                           | 82    |       |
| 6. Dezember  | Paul Reiß                                                        | deutscher Psychiater                                                                                         | 75    |       |
| 7. Dezember  | Maurice W. Brockwell                                             | britischer Kunsthistoriker                                                                                   | 89    |       |
| 7. Dezember  | Bernhard Engelke                                                 | deutscher Jurist, Kommunalbeamter, Numismatiker, Heimatkundler und Autor                                     | 86    |       |
| 7. Dezember  | Jakob Kroher                                                     | deutscher Jurist und Politiker                                                                               | 94    |       |
| 7. Dezember  | Christoph Martin                                                 | chilenischer Mediziner                                                                                       | 84    |       |
| 7. Dezember  | Franz Josef Marxer                                               | liechtensteinischer Politiker (FBP)                                                                          | 87    |       |
| 7. Dezember  | Hans Reichel                                                     | deutscher Maler und Zeichner                                                                                 | 66    |       |
| 7. Dezember  | A. O. Weitzenberg                                                | deutscher Kameramann                                                                                         | 76    |       |
| 8. Dezember  | Adolf Dechert                                                    | deutscher Politiker (DDP, CDU)                                                                               | 83    |       |
| 8. Dezember  | John Lewis Gillin                                                | US-amerikanischer Soziologe                                                                                  | 87    |       |
| 8. Dezember  | Wilhelm Grimmelmann                                              | dänischer Turner                                                                                             | 65    |       |
| 8. Dezember  | Roderich Hustaedt                                                | deutscher Politiker (NLP, DDP), Staatsminister von Mecklenburg-Strelitz                                      | 80    |       |
| 8. Dezember  | Karl-Erik Köhler                                                 | deutscher General der Kavallerie im Zweiten Weltkrieg                                                        | 63    |       |
| 8. Dezember  | Julia Lee                                                        | US-amerikanische Jazz- und Bluesmusikerin                                                                    | 56    |       |
| 8. Dezember  | Adelheid Netoliczka-Baldershofen                                 | österreichische Altphilologin und Bibliothekarin                                                             | 83    |       |
| 8. Dezember  | Mads Nielsen                                                     | dänischer Schriftsteller und Apotheker                                                                       | 79    |       |
| 8. Dezember  | Wilhelm Schweizer                                                | deutscher Politiker (SPD, zeitweise USPD)                                                                    | 68    |       |
| 8. Dezember  | Tris Speaker                                                     | US-amerikanischer Baseballspieler und -manager                                                               | 70    |       |
| 8. Dezember  | Gerhard Voigt                                                    | deutscher Ruderer                                                                                            | 54    |       |
| 9. Dezember  | Alan Orr Anderson                                                | schottischer Historiker und Kopilator, Keltologe                                                             |       |       |
| 9. Dezember  | Georg Habighorst                                                 | deutscher Arzt und Politiker (CDU), MdL                                                                      | 59    |       |
| 9. Dezember  | Botho Höfer                                                      | deutscher Filmarchitekt                                                                                      | 78    |       |
| 9. Dezember  | Walter Laedrach                                                  | Schweizer Lehrer und Schriftsteller                                                                          | 66    |       |
| 09. Dezember | Grant McDougall                                                  | US-amerikanischer Leichtathlet                                                                               | 48    |       |
| 9. Dezember  | Leon Abgarowitsch Orbeli                                         | armenisch-russischer Physiologe                                                                              | 76    |       |
| 9. Dezember  | Johannes Paul                                                    | deutscher Forschungsreisender, Gesandtschaftsrat, Verlagslektor und Autor                                    | 56    |       |
| 9. Dezember  | Wilhelm Rabe                                                     | deutscher Radrennfahrer                                                                                      | 82    |       |
| 9. Dezember  | Heinrich Stöhr                                                   | deutscher Politiker (SPD), MdL                                                                               | 54    |       |
| 9. Dezember  | Margarete Windthorst                                             | deutsche Schriftstellerin                                                                                    | 74    |       |
| 9. Dezember  | Martha Winternitz-Dorda                                          | österreichische Opernsängerin (Sopran) und Gesangspädagogin                                                  | 78    |       |
| 10. Dezember | Heinrich Aschoff                                                 | deutscher Landwirt und Gerechter unter den Völkern                                                           | 65    |       |
| 10. Dezember | Hans Bodenstedt                                                  | deutscher Rundfunkpionier                                                                                    | 71    |       |
| 10. Dezember | Hans Næss                                                        | norwegischer Segler                                                                                          | 72    |       |
| 10. Dezember | Alfred Sohn-Rethel                                               | deutscher Maler                                                                                              | 83    |       |
| 11. Dezember | Hans Aron                                                        | deutscher Arzt                                                                                               | 77    |       |
| 11. Dezember | Paul Bazelaire                                                   | französischer Violoncellist                                                                                  | 72    |       |
| 11. Dezember | Homer H. Casteel                                                 | US-amerikanischer Politiker                                                                                  | 80    |       |
| 11. Dezember | Charles Godefroy                                                 | französischer Flieger                                                                                        | 69    |       |
| 11. Dezember | David C. Grahame                                                 | US-amerikanischer Physikochemiker                                                                            | 46    |       |
| 11. Dezember | Heinrich Herner                                                  | deutscher Schiffbauingenieur                                                                                 | 88    |       |
| 11. Dezember | Rudolf Rößler                                                    | deutscher Theaterkritiker, Verleger                                                                          | 61    |       |
| 11. Dezember | Alfons Walde                                                     | österreichischer Maler und Architekt                                                                         | 67    |       |
| 12. Dezember | Lothar Brühne                                                    | deutscher Filmkomponist                                                                                      | 58    |       |
| 12. Dezember | José Emperaire                                                   | französischer Prähistoriker und Ethnologe                                                                    | 46    |       |
| 12. Dezember | Roberto Falabella                                                | chilenischer Lyriker, Librettist, Essayist und Komponist                                                     | 32    |       |
| 12. Dezember | Erich Hagenlocher                                                | deutscher Billardspieler                                                                                     | 63    |       |
| 12. Dezember | Slobodan Jovanović                                               | jugoslawischer Politiker und der 19. Premierminister von Jugoslawien                                         | 89    |       |
| 12. Dezember | Anton Krenn                                                      | österreichischer Fotojournalist                                                                              | 83    |       |
| 12. Dezember | Milutin Milanković                                               | jugoslawischer Astrophysiker                                                                                 | 79    |       |
| 12. Dezember | Anton von Mörl zu Pfalzen und Sichelburg                         | österreichischer Beamter                                                                                     | 75    |       |
| 12. Dezember | Louis Rivet                                                      | französischer General und Geheimdienstler                                                                    | 75    |       |
| 12. Dezember | Louis Scheuer                                                    | deutscher Handelsschullehrer, Autor, Theaterkritiker und Komponist                                           | 86    |       |
| 12. Dezember | Erica Tietze-Conrat                                              | österreichische Kunsthistorikerin                                                                            | 75    |       |
| 12. Dezember | Helen Twelvetrees                                                | US-amerikanische Schauspielerin                                                                              | 50    |       |
| 13. Dezember | Karl-Heinz Buchholz                                              | deutscher Politiker (DPS), MdL                                                                               | 44    |       |
| 13. Dezember | Elisabeth Hennig                                                 | deutsche politische Aktivistin (SPD)                                                                         | 58    |       |
| 13. Dezember | Karl Konrad                                                      | deutscher Gymnasiallehrer, Schriftsteller und Studentenhistoriker                                            | 77    |       |
| 13. Dezember | Martin Mächler                                                   | schweizerisch-deutscher Architekt und Stadtplaner                                                            | 77    |       |
| 13. Dezember | Marija Pawlowna Romanowa                                         | Großfürstin von Russland                                                                                     | 68    |       |
| 13. Dezember | Elis Sipilä                                                      | finnischer Turner                                                                                            | 82    |       |
| 14. Dezember | Alfons Anker                                                     | deutsch-schwedischer Architekt, Neues Bauen, Der Ring                                                        | 86    |       |
| 14. Dezember | Hermann Dieckhoff                                                | deutscher Schauspieler                                                                                       | 62    |       |
| 14. Dezember | René Guillou                                                     | französischer Komponist                                                                                      | 55    |       |
| 14. Dezember | Otto Herschel                                                    | österreichischer Maler                                                                                       | 86    |       |
| 14. Dezember | Nakayama Hakudō                                                  | japanischer Kampfkunstmeister                                                                                | 85    |       |
| 14. Dezember | Otto Obermeier                                                   | deutscher Graphiker, Maler und Illustrator                                                                   | 75    |       |
| 14. Dezember | Alfred Reucker                                                   | deutscher Inspizient, Schauspieler, Regisseur und Generalintendant                                           | 90    |       |
| 15. Dezember | Ottmar Ostermayr                                                 | deutscher Filmproduzent                                                                                      | 72    |       |
| 15. Dezember | Wolfgang Pauli                                                   | österreichischer Physiker und Nobelpreisträger                                                               | 58    |       |
| 16. Dezember | Georg Jung                                                       | deutscher Heimatforscher                                                                                     | 80    |       |
| 16. Dezember | Rudolf Moralt                                                    | deutscher Dirigent                                                                                           | 56    |       |
| 16. Dezember | János Székely                                                    | ungarisch-deutsch-amerikanischer Schriftsteller und Drehbuchautor                                            | 57    |       |
| 17. Dezember | Rosa Maria Barth                                                 | deutsche Graphologin und Schriftstellerin                                                                    | 79    |       |
| 17. Dezember | Karl Hackl                                                       | österreichischer Psychologe                                                                                  | 69    |       |
| 17. Dezember | Josef Herterich                                                  | deutscher Jurist und Politiker                                                                               | 69    |       |
| 17. Dezember | Richard Ungewitter                                               | deutscher Organisator der FKK-Bewegung                                                                       | 88    |       |
| 17. Dezember | Georg Zimmermann                                                 | österreichischer Politiker und Minister (ÖVP)                                                                | 61    |       |
| 18. Dezember | Ernst Abrahamsohn                                                | deutscher Altertumswissenschaftler, Altphilologe                                                             | 52    |       |
| 18. Dezember | Hans Bredmose                                                    | dänischer Turner                                                                                             | 70    |       |
| 18. Dezember | Harvey Wood                                                      | englischer Hockeytorhüter                                                                                    | 73    |       |
| 19. Dezember | John Macleod Campbell Crum                                       | anglikanischer Theologe und Liederdichter                                                                    | 86    |       |
| 19. Dezember | Lehre Dantzler                                                   | US-amerikanischer Philologe und Hochschullehrer                                                              | 80    |       |
| 19. Dezember | Hans Dippold                                                     | deutscher Jurist und Verwaltungsbeamter                                                                      | 82    |       |
| 19. Dezember | Rudolf Geyer                                                     | österreichischer Archivar und Wirtschaftshistoriker                                                          | 67    |       |
| 19. Dezember | Arthur Gore, 6. Earl of Arran                                    | britischer Peer, Politiker und Offizier                                                                      | 90    |       |
| 19. Dezember | Peter Joseph Jörg                                                | deutscher Verwaltungsjurist, Kommunalpolitiker und Heimatforscher                                            | 84    |       |
| 19. Dezember | Felix Kwieton                                                    | österreichischer Mittel- und Langstreckenläufer                                                              | 81    |       |
| 19. Dezember | Francis P. Murphy                                                | US-amerikanischer Politiker und Gouverneur von New Hampshire                                                 | 81    |       |
| 19. Dezember | Albert Rupp                                                      | Schweizer Pilot und Luftfahrtmanager                                                                         | 73    |       |
| 19. Dezember | Hans Siefart                                                     | deutscher Wirtschaftsjurist und Industriemanager                                                             | 77    |       |
| 20. Dezember | Felix Boehm                                                      | deutscher Arzt, Psychoanalytiker und Funktionär                                                              | 77    |       |
| 20. Dezember | Constantin Brăiloiu                                              | rumänischer Komponist und Musikethnologe                                                                     | 65    |       |
| 20. Dezember | Gebhard Brunhart                                                 | liechtensteinischer Politiker (FBP)                                                                          | 89    |       |
| 20. Dezember | George Chaney                                                    | US-amerikanischer Boxer                                                                                      | 96    |       |
| 20. Dezember | Fjodor Wassiljewitsch Gladkow                                    | russisch-sowjetischer Schriftsteller                                                                         | 75    |       |
| 20. Dezember | Vinzenz Müller                                                   | österreichischer Politiker (SPÖ), Landtagsabgeordneter                                                       | 83    |       |
| 20. Dezember | Elisabeth Risdon                                                 | britische Schauspielerin                                                                                     | 71    |       |
| 20. Dezember | John Collings Squire                                             | britischer Dichter, Schriftsteller und Historiker                                                            | 74    |       |
| 20. Dezember | Clara Thompson                                                   | US-amerikanische Ärztin, Psychoanalytikerin und Psychotherapeutin                                            | 65    |       |
| 21. Dezember | Georg Buckendahl                                                 | deutscher Politiker (SPD), MdBB                                                                              | 59    |       |
| 21. Dezember | Fritz Burchardt                                                  | deutsch-britischer Wirtschaftswissenschaftler                                                                | 56    |       |
| 21. Dezember | Celeste Chop-Groenevelt                                          | deutsch-amerikanische Pianistin                                                                              | 83    |       |
| 21. Dezember | Lion Feuchtwanger                                                | deutscher Schriftsteller                                                                                     | 74    |       |
| 21. Dezember | Ludwig Isenbeck                                                  | deutscher Bildhauer                                                                                          | 76    |       |
| 21. Dezember | Peter Marx                                                       | deutscher Architekt                                                                                          | 87    |       |
| 21. Dezember | Ray Norris                                                       | kanadischer Jazz- und Unterhaltungsmusiker (Gitarre)                                                         | ≈42   |       |
| 21. Dezember | Edith Stuyvesant Vanderbilt                                      | US-amerikanische Kunstmäzenin, Frauenrechtlerin und High-Society-Lady der New Yorker Gesellschaft            | 85    |       |
| 21. Dezember | H. B. Warner                                                     | US-amerikanischer Film- und Theaterschauspieler britischer Herkunft                                          | 83    |       |
| 21. Dezember | Harry Wills                                                      | US-amerikanischer Boxer                                                                                      | 69    |       |
| 22. Dezember | Walter Buhe                                                      | deutscher Maler und Grafiker                                                                                 | 76    |       |
| 22. Dezember | Fritz Busch                                                      | deutscher Eisenbahnmanager                                                                                   | 74    |       |
| 22. Dezember | Ralph Hunter Daughton                                            | US-amerikanischer Politiker                                                                                  | 73    |       |
| 22. Dezember | Jekaterina Dmitrijewna Kuskowa                                   | russische Publizistin                                                                                        | 89    |       |
| 23. Dezember | Carl Heinz Járosy                                                | österreichisch-deutscher Filmproduzent, Produktionsleiter und Drehbuchautor                                  | 63    |       |
| 23. Dezember | Diedrich Murken                                                  | deutscher Gynäkologe                                                                                         | 65    |       |
| 23. Dezember | Carl Wilhelm Naumann                                             | deutscher Chemiker, Industrieller und Schriftsteller                                                         | 72    |       |
| 23. Dezember | Ludwig Pritzer                                                   | deutscher Fußballspieler                                                                                     | 47    |       |
| 23. Dezember | Henry Sims                                                       | US-amerikanischer Bluesmusiker                                                                               | 68    |       |
| 24. Dezember | Konrad Beste                                                     | deutscher Schriftsteller, Heimatdichter                                                                      | 68    |       |
| 24. Dezember | Nikolaus Brodszky                                                | russisch-US-amerikanischer Komponist und Musiker                                                             | 53    |       |
| 24. Dezember | Albert Hammel                                                    | deutscher Maler und Grafiker                                                                                 | 75    |       |
| 25. Dezember | Doc Cook                                                         | amerikanischer Jazz-Bigbandleader und Arrangeur                                                              | 67    |       |
| 25. Dezember | Oscar Eriksson                                                   | schwedischer Sportschütze                                                                                    | 69    |       |
| 25. Dezember | Friedrich Kocher                                                 | österreichischer Politiker (CSP), Abgeordneter zum Nationalrat                                               | 79    |       |
| 25. Dezember | Alfred von Randow                                                | deutscher Offizier, zuletzt Oberst sowie Freikorpsführer                                                     | 79    |       |
| 26. Dezember | Thomas F. Ford                                                   | US-amerikanischer Politiker                                                                                  | 85    |       |
| 26. Dezember | Éva Gauthier                                                     | kanadische Opernsängerin (Alt, Sopran)                                                                       | 73    |       |
| 26. Dezember | Thea Hoogensteijn                                                | niederländische Sekretärin                                                                                   | 40    |       |
| 26. Dezember | Otto Polak-Hellwig                                               | österreichischer Architekt                                                                                   | 73    |       |
| 26. Dezember | Paul Prien                                                       | deutscher Politiker (SPD, SED) und Redakteur                                                                 | 73    |       |
| 26. Dezember | Hermann Römer                                                    | deutscher Theologe und Hochschullehrer                                                                       | 78    |       |
| 27. Dezember | Édouard Flament                                                  | französischer Komponist                                                                                      | 78    |       |
| 27. Dezember | Wilhelm Heydorn                                                  | evangelischer Theologe, Heilpraktiker und Lehrer                                                             | 85    |       |
| 27. Dezember | Mustafa Kruja                                                    | albanischer Politiker                                                                                        | 71    |       |
| 27. Dezember | Otto Schumm                                                      | deutscher Chemiker und Pathologe                                                                             | 84    |       |
| 28. Dezember | Hans von Bemberg                                                 | deutscher Landwirt                                                                                           | 66    |       |
| 28. Dezember | Reginald Foresythe                                               | englischer Jazzpianist, Arrangeur, Komponist und Bandleader                                                  | 51    |       |
| 28. Dezember | Leopold Frosch                                                   | deutscher Orthopäde                                                                                          | 68    |       |
| 28. Dezember | Gino Funaioli                                                    | italienischer Klassischer Philologe                                                                          | 80    |       |
| 28. Dezember | Stavy Greder                                                     | deutsche Sängerin, Schauspielerin, und Schauspiellehrerin                                                    |       |       |
| 28. Dezember | Elisabeth Jungmann                                               | deutsche Sekretärin und Übersetzerin                                                                         |       |       |
| 28. Dezember | Florine Langweil                                                 | französische Kunsthändlerin                                                                                  | 97    |       |
| 28. Dezember | Paul Sabine                                                      | US-amerikanischer Experte für Raumakustik                                                                    |       |       |
| 28. Dezember | Alois Windisch                                                   | österreichischer Offizier und Generalmajor im Zweiten Weltkrieg                                              | 66    |       |
| 29. Dezember | Wilhelm Friedrich Karl Heinrich von Bentinck und Waldeck-Limpurg | württembergischer Standesherr und Landtagsabgeordneter                                                       | 78    |       |
| 29. Dezember | Heinz Gemein                                                     | deutscher Politiker (GB/BHE), MdB                                                                            | 52    |       |
| 29. Dezember | Doris Humphrey                                                   | US-amerikanische Tänzerin und Choreografin                                                                   | 63    |       |
| 30. Dezember | Adolf Kober                                                      | deutschstämmiger Rabbiner und Historiker                                                                     | 79    |       |
| 30. Dezember | Emanuel Ondříček                                                 | tschechischer Geiger, Musikpädagoge und Komponist                                                            | 78    |       |
| 30. Dezember | Mimi Poensgen                                                    | deutsche Opernsängerin in der Stimmlage Lyrischer Sopran, später Dramatischer Sopran, sowie Gesangspädagogin | 80    |       |
| 30. Dezember | Felix Seulen                                                     | deutscher Landrat und Oberkreisdirektor                                                                      | 58    |       |
| 31. Dezember | Rosa Buchthal                                                    | deutsche Politikerin (DDP) und Frauenrechtlerin                                                              | 84    |       |
| 31. Dezember | Kurt Engels                                                      | deutscher NS-Verbrecher, Kommandant des Konzentrationslagers Ghetto Izbica                                   | 43    |       |
| 31. Dezember | Eugène Goossens                                                  | französischer Dirigent und Violinist                                                                         | 91    |       |
| 31. Dezember | Rudolf Hoffmann                                                  | deutscher Historiker                                                                                         | 69    |       |
| 31. Dezember | Johann Koppensteiner                                             | österreichischer Politiker (SDAP), Landtagsabgeordneter im Burgenland                                        | 72    |       |
| 31. Dezember | Hans May                                                         | Komponist | 72    |       |
| 31. Dezember | Kurt Rümmler                                                     | deutscher MfS-Mitarbeiter, Leiter der Bezirksverwaltung Leipzig des Ministeriums für Staatssicherheit        | 47    |       |
| 31. Dezember | Hermann Unger                                                    | deutscher Komponist                                                                                          | 72    |       |
| Dezember     | Anna Meyer-Glenk                                                 | deutsche Schauspielerin, „Mutter des Peiner Theaters“                                                        |       |       |
| Dezember     | Hellmut Weishaupt                                                | deutscher Pädagoge und Abgeordneter                                                                          | 63    |       |